# Janina Szczerbaciuk
Janina Szczerbaciuk (ur. 14 lipca 1933 w Lubieszy, zm. 2022) – polska nauczycielka, poseł na Sejm PRL V kadencji.

## Życiorys
Uzyskała wykształcenie średnie niepełne, z zawodu nauczycielka. Była zastępcą kierownika Szkoły Podstawowej nr 2 w Witkowie. W 1969 uzyskała mandat posła na Sejm PRL w okręgu Gniezno z ramienia Polskiej Zjednoczonej Partii Robotniczej, zasiadała w Komisji Spraw Wewnętrznych.
Pochowana wraz ze Zbigniewem Szczerbaciukiem (1924–1994) na wojskowym cmentarzu w Łodzi.